# Brazil Fast Food Corporation
Brazil Fast Food Corporation (BFFC) é uma empresa holding de serviço de alimentação no Brasil , que inclui BFFC do Brasil Participacões Ltda. Ela também opera em Angola e Chile. Os restaurantes e quiosques incluem operações de propriedade da empresa e franqueadas como Bob's, KFC, Pizza Hut, e Doggis.
A sede corporativa fica na Rua Voluntários da Pátria, no bairro de Botafogo, no Rio de Janeiro.

## História
Inicialmente a empresa foi fruto da incorporação entre a Brazil Fast Food e Delaware como Trinity Americas Inc. em setembro de 1992. Esse incorporação foi veículo para fusão, troca de participação, aquisição de ativo ou outra combinação comercial com uma empresa em funcionamento na América Latina, principalmente na Argentina, Brasil, Chile ou México.
Ainda com o nome Trinity Americas Inc., fez sua oferta inicial de ações em fevereiro de 1994. Posteriormente a rede de hambúrgueres Bob’s é comprada pela BFFC, com 70 pontos de venda, sendo 50 próprios e 20 franqueados. O valor da aquisição foi de US$21 milhões e efetuada em março de 1996. Ainda no ano de 1996, a BFFC faz a aquisição da rede de hambúrgueres Mr. Theo, com 8 pontos de venda, foi comprada por US$0,25 milhão mais 510,000 ações ordinárias da Companhia.